# 岩崎美和
岩崎 美和（いわさき みわ、文化11年7月20日（1814年9月3日） - 明治33年（1900年）3月14日）は、江戸時代末期（幕末）から明治にかけての女性。土佐藩地下浪人・岩崎弥次郎の妻。名は三輪、美輪とも。子に三菱財閥創始者・岩崎弥太郎、三菱財閥2代目総帥・岩崎弥之助など。

## 生涯
医者・小野慶蔵の次女として、土佐国に生まれる。姉・ときは岡本寧浦に嫁いだ。文政10年（1827年）に父が亡くなると、土佐藩士・五藤正応に奉公するようになる。天保2年（1831年）に岩崎弥次郎に嫁し、弥太郎・弥之助ら3男2女をもうけた。
安政2年（1855年）に、酒飲みで仕事をしない夫が庄屋の島田便右衛門との争いを原因に病床に伏し、このことを官を訴えた長男の弥太郎も投獄された。この事件で岩崎家はさらに困窮を極め、美和が家のやりくりを一手に担うことになったが、この赤貧洗うがごとき状況を美和は持ち前の頑張りで何とか乗り切った。
後年、明治に入って岩崎家が隆盛するにあたっては、岩崎家に訓戒を残すなど家政の重鎮として重きをなした。
高知県安芸市の閑慶院に眠る。

## 親族
実業家の豊川良平は、美和の甥にあたる（豊川の父・小野篤治は美和の兄弟である）。また、近藤廉平の妻である従子は、豊川良平の妹で美和の姪にあたる。
孫に岩崎久弥、加藤春路、岩崎豊弥、幣原雅子、岩崎小弥太、岩崎俊弥、岩崎輝弥など、曾孫に岩崎彦弥太、岩崎隆弥、沢田美喜、加藤厚太郎、木内信胤、岩崎英二郎、岩崎勝太郎、荘田泰蔵など、玄孫に岩崎寛弥、澤田久雄、木内昭胤、岩崎泰頴、勝田紫津子、岩崎俊男、岩崎透、岡部牧夫など、来孫に国広ジョージ、木内孝胤などがいる。

### 系図
- 小野慶蔵 - 父。医師。
- （不明）- 母。
  - 小野順吉 - 慶蔵長男
  - 小野とき - 慶蔵長女
  - 岡本寧浦 - とき夫。儒学者。岩崎弥太郎の師。
  - 小野美和 - 慶蔵二女。2男2女あり。
  - 岩崎弥次郎 - 美和夫。土佐藩地下浪人岩崎弥三郎の子。
    - 岩崎辰 - 美和長女。
    - 吉村直茂 - 辰夫。
    - 岩崎弥太郎 - 美和長男。日本郵船、三菱財閥を創設。
    - 高芝喜勢 - 弥太郎正妻。高芝玄馬の子。1男2女あり。
      - 岩崎春路 - 弥太郎長女。1男2女あり。
      - 加藤高明 - 春路夫。三菱本社の副支配人を経て外交官。
        - 加藤悦子 - 春路長女。1男あり。
        - 岡部長景 - 加藤悦子夫。司法大臣岡部長職の子。外務省、米国官補。

      - 岩崎久弥 - 弥太郎長男。三菱の3代目総帥。
      - 保科寧子 - 久弥妻。保科正益子爵長女。3男3女あり。
        - 岩崎彦弥太 - 久弥長男。三菱合資会社副社長。
        - 佐竹操子 - 彦弥太妻。佐竹義準男爵の子。1男3女あり。

      - 岩崎磯路 - 二女。2男3女あり。
      - 木内重四郎 - 磯路夫。朝鮮総督府高官。
        - 木内登喜子 - 磯路次女。1男2女あり。
        - 渋沢敬三 - 登喜子夫。渋沢栄一孫。

    - （不明）- 弥太郎妾。
      - 岩崎雅子 - 弥太郎四女。3男あり。
      - 幣原喜重郎 - 雅子夫。内閣総理大臣。

    - 岩崎佐喜 - 美和二女。
    - 藤岡正敏 - 佐喜夫。娘婿に荘田平五郎、志村源太郎、各務鎌吉、孫に荘田泰蔵。
    - （不明）- 美和二男。早世。
    - 岩崎弥之助 - 美和三男。三菱の2代目総帥。
    - 後藤早苗子 - 弥之助妻。後藤象二郎の長女。3男1女あり。
      - 岩崎小弥太 - 弥之助長男。三菱の4代目総帥。
      - 島津孝子 - 小弥太妻。島津珍彦男爵と島津斉彬四女典子の子。
        - 岩崎淑子 - 小弥太養子。小弥太弟・俊弥の二女。2女あり。
        - 林忠雄 - 淑子夫。林董の孫。

      - 岩崎俊弥 - 弥之助次男。旭硝子（現・AGC）の創業者。
      - 盧八穂 - 俊弥妻。盧高朗の六女。3女あり。
        - 岩崎淑子 - 俊弥二女。伯父・小弥太の養子となる。

      - 岩崎輝弥 - 弥之助三男。
      - 桜井須美 - 輝弥妻。初代東京物理学講習所所長櫻井房記の二女。2男2女あり。
        - 岩崎妙子 - 輝弥長女。2男あり。
        - 岡部長章 - 妙子夫。岡部長景の弟で司法大臣岡部長職の八男。

  - 小野篤治 - 慶蔵二男。土佐藩の御殿医。
  - 録 - 篤治妻
    - 小野春彌 - 篤治二男。致道館に学ぶ。順吉、吉村の養子のち、豊川良平。慶応義塾卒業後、三菱商業学校、明治義塾を設立。1880年、犬養毅とともに雑誌『東海経済新報』を創刊。三菱合資会社頭取。日本工業倶楽部初代会長（理事長に三井財閥創始者団琢磨を招聘）。

## その他
美和が明治7年（1874年）に土佐を離れる際に、近所の知人にあげた貯金壺（へそくり壺）と中に入っていた小銭が平成22年（2010年）2月に知人の子孫の家から見つかった。

## 登場作品
テレビドラマ
- 『龍馬伝』（2010年、NHK大河ドラマ 演：倍賞美津子）